# Многоръкият бог на далайна
„Многоръкият бог на далайна“ (на руски: Многорукий бог далайна) е фентъзи/научнофантастичен роман на руския писател Святослав Логинов. Книгата е издадена в Русия през 1995 г., а в България – през 2001 г.
 Внимание:  Текстът по-долу разкрива сюжета на произведението (или части от него)!
В книгата се разказва за правоъгълен свят, разделен на квадратни области, наречени оройхони. Главното божество на този свят е старецът Тенгер. В центъра на света се намира огромно езеро, изпълнено с отровена вода – Далайнът – в което живее чудовището Йороол Гуй.
В този свят винаги има по един човек, който притежава способността да създава нови оройхони, отнемайки площ от езерото. Този човек се нарича илбеч. Далайнът намалява все повече, а за Йороол Гуй остава все по-малко място.